# Якоб Адактуссон
Якоб Адактуссон (швед. Jacob Adaktusson; нар. 31 серпня 1980) — колишній шведський тенісист.
Найвищу одиночну позицію світового рейтингу — 214 місце досяг 6 березня 2006, парну — 263 місце — 21 серпня 2006 року.

## Титули ITF Ф'ючерс

### Одиночний розряд: 6
| Ранг | Дата     | Турнір                           | Рівень  | Покриття | Суперник           | Рахунок            |
| ---- | -------- | -------------------------------- | ------- | -------- | ------------------ | ------------------ |
| 1.   | Жов 2003 | Ямайка F12, Монтего-Бей          | Ф'ючерс | Тверде   | Франсіско Родрігес | 6–4, 4–6, 6–1      |
| 2.   | Чер 2003 | Нідерланди Antillies F1, Кюрасао | Ф'ючерс | Тверде   | Стевен Кортелінґ   | 6–2, 6–1           |
| 3.   | Лют 2004 | Канада F1, Калгарі               | Ф'ючерс | Тверде   | Зімон Гройль       | 6–4, 6–4           |
| 4.   | Вер 2004 | Швеція F1, Гетеборг              | Ф'ючерс | Тверде   | Фредерік Нільсен   | 5–7, 6–2, 6–1      |
| 5.   | Лип 2005 | Німеччина F8, Дюссельдорф        | Ф'ючерс | Ґрунт    | Юліан Райстер      | 6–3, 4–6, 7–6(7–5) |
| 6.   | Жов 2013 | Швеція F7, Єнчепінг              | Ф'ючерс | Тверде   | Маркус Ерікссон    | 6–2, 7–6(11–9)     |

### Парний розряд: 4
| Ранг | Дата     | Турнір                     | Рівень  | Покриття | Партнер             | Суперники                      | Рахунок          |
| ---- | -------- | -------------------------- | ------- | -------- | ------------------- | ------------------------------ | ---------------- |
| 1.   | Вер 2003 | Ямайка F8, Монтего-Бей     | Ф'ючерс | Тверде   | Хуан Ігнасіо Серда  | Ендрю Карлсон Тревор Спраклін  | 6–4, 6–3         |
| 2.   | Січ 2014 | Німеччина F1, Швібердінген | Ф'ючерс | Килим    | Димитар Кутровський | Блажей Конюш Матеуш Ковальчик  | 6–3, 1–6, [10–6] |
| 3.   | Тра 2014 | Швеція F1, Карлскруна      | Ф'ючерс | Ґрунт    | Робін Олін          | Леон Шутт Мацей Смола          | 6–3, 4–6, [10–5] |
| 4.   | Сер 2014 | Фінляндія F1, Гельсінкі    | Ф'ючерс | Ґрунт    | Єспер Брунстрем     | Джорджо Порталурі Лукас Ренард | 7–6(9–7), 6–2    |